# James Bradford
James Edward "Jim" Bradford (Washington D. C., 1 de noviembre de 1928 – Silver Spring (Maryland),  13 de septiembre de 2013) fue un halterófilo estadounidense. Compitió en dos Juegos Olímpicos y en cuatro Mundiales de Halterofilia (1951, 1954, 1955 y 1959) ganando la plata en todas las ocasiones.
Bradford murió por una insuficiencia cardíaca congestiva a la edad de 84 años.

## Palmarés internacional
| Juegos Olímpicos   | Juegos Olímpicos     | Juegos Olímpicos | Juegos Olímpicos |
| Año                | Lugar                | Medalla          | Categoría        |
| ------------------ | -------------------- | ---------------- | ---------------- |
| 1952               | Helsinki (Finlandia) | Medalla de plata | +90 kg           |
| 1960               | Helsinki (Finlandia) | Medalla de plata | +90 kg           |
| Campeonato Mundial |                      |                  |                  |
| Año                | Lugar                | Medalla          | Categoría        |
| 1951               | Milán (Italia)       | Medalla de plata | +90 kg           |
| 1954               | Viena (Austria)      | Medalla de plata | +90 kg           |
| 1955               | Múnich (RFA)         | Medalla de plata | +90 kg           |
| 1959               | Varsovia (Polonia)   | Medalla de plata | +90 kg           |